# Чайная церемония (фильм)
«Чайная церемония» (англ. The Teahouse of the August Moon) — сатирическая комедия, осмеивающая будни американской оккупации Японии после Второй мировой войны. Главные роли исполнили знаменитые актёры США и Японии, в частности, Марлон Брандо и Матико Кё. Фильм поставлен по пьесе Джона Патрика (удостоена Пулитцеровской премии и премии «Тони»)

## Сюжет
Япония, 1946 год. Оккупационную администрацию на Окинаве возглавляет педант и тиран — полковник Уэйнрайт Пурди Третий (Wainwright Purdy III, Пол Форд), которого вечно обводит вокруг пальца хитрюга-переводчик Сакини (Марлон Брандо). Полковник готовился к службе во Франции, умеет считать до трёх по-французски, любит во всём порядок, и стремится выслужиться до генеральского звания, а для этого ему надо привести японцев к демократическим ценностям, «даже если их всех придётся для этого перестрелять»! (по его собственным словам).
Стремясь избавиться от переводчика, Пурди посылает Сакини в его родную деревню Тобики, куда назначен комендантом капитан-неудачник Фисби (Гленн Форд). Ему дан приказ основать в деревне Лигу содействия демократии среди женщин, а также построить школу в форме Пентагона, и наладить экономическое благосостояние среди жителей, согласно некоему «Плану Б». Вскоре один из местных жителей дарит Фисби гейшу — Бутон Лотоса (Матико Кё), которую, как выяснилось вскоре, выгнали уже из всех деревень на Окинаве…
Местные жители не хотят стоять в очереди за рисом, им не нужна школа, а хотят они построить чайный домик, с парком, садом камней и прудом… Благо, гейша в деревне уже есть! Фисби не может противостоять напору местных женщин (которые во имя равноправия все хотят учиться на гейш), а также тирании Бутона Лотоса (которая первым делом силой стаскивает с капитана мундир, и обряжает его в кимоно — для этой роли отлично сошёл купальный халат) и переводчику, и отдаёт приказ начать строительство чайного домика. Стройматериалы, естественно, поставляет американская армия. Не ладится и с развитием экономики: в Америке никто не хочет покупать крестьянских шляп и клеток для певчих сверчков, и приходится перейти на поставки самогона («бататового бренди») американской армии.
Полковник считает, что Фисби рехнулся, и посылает для его обследования психиатра — капитана МакЛэйна (Эдди Альберт). Выясняется, что психиатр помешан на выращивании экологически чистых овощей, и забрасывает все дела, занявшись фермерством… Оба капитана оделись в кимоно, и стали постепенно перенимать японские привычки. Бутон Лотоса просит Фисби взять её в жёны, ведь в Америке никто не работает, а Фисби даже не требует с неё денег!
Разгневанный Пурди приказывает разбить самогонные аппараты и снести чайный домик. Когда он узнает, что Фисби создал кооператив, куда входят все местные жители, он в ужасе кричит: «Это коммунизм!». Выясняется, что Фисби не прочитал ни одной лекции про демократию, а вместо этого заказал всем членам Демократической женской лиги косметику… Фисби готовится к трибуналу, но вдруг Пурди вызывают из Вашингтона, и заявляют, что к ним приезжает сенатская комиссия, поскольку в деревне Тобики образцово исполняется план демократизации!

## В ролях
- Марлон Брандо — Сакини
- Гленн Форд — капитан Фисби
- Матико Кё — Бутон Лотоса
- Пол Форд — полковник Уэйнрайт Пурди III
- Эдди Альберт — капитан МакЛэйн
- Дзун Негами — господин Сейко
- Нидзико Киёкава — мисс Хига Джига
- Мацуко Савамура — маленькая девочка
- Гарри Морган — сержант Грегович

## Дополнительные факты
- Роль японца-переводчика исполнил Марлон Брандо, для чего ему пришлось пользоваться гримом и говорить с утрированным акцентом.
- Роль полковника Пурди первоначально должен был исполнять Луи Кэлхерн, но он скоропостижно скончался в Японии в начале съёмок, и его заменили Полом Фордом.
- В 1971 г. по мотивам фильма был поставлен мюзикл Lovely Ladies, Kind Gentlemen, закрытый уже после 19 представлений. Все политические реминисценции были из мюзикла удалены.

## Награды и номинации
- 1957 — Берлинский кинофестиваль
  - «Золотой медведь» — Дэниел Манн
- 1957 — Премия «Золотой Глобус»
  - Лучший фильм, пропагандирующий международное взаимопонимание
  - Лучший мюзикл / комедия
  - Лучший актер мюзикла / комедии — Марлон Брандо
  - Лучший актер мюзикла / комедии — Гленн Форд
  - Лучшая актриса мюзикла / комедии — Матико Кё
  - Лучший актер второго плана — Эдди Альберт